# Hoheging
Hoheging ist ein Gemeindeteil von Emstek im Landkreis Cloppenburg in Niedersachsen.
Die Bauerschaft Hoheging gehört zum Dreiländereck „HoKeBü“, das aus den Gemeinden Hoheging, Kellerhöhe (gehört zur Stadt Cloppenburg) und Bürgermoor (gehört zur Gemeinde Garrel) besteht.
Der Ortskern von Emstek liegt 7 km entfernt südlich und die Kreisstadt Cloppenburg liegt 7 km entfernt südwestlich.
Hoheging liegt nördlich direkt an der Bundesstraße 213. Die A 29 verläuft 3 km entfernt östlich.

## Vereine
- Der Schützenmusikzug Hoheging, Kellerhöhe und Bürgermoor e. V. besteht aus 45 aktiven Musikern. Sein Repertoire erstreckt sich von der klassischen Blasmusik bis zu Musicals, von der Polka bis zur Pop-, Jazz- und Rockmusik.[1]